# Goalball nos Jogos Paralímpicos de Verão de 2024
As competições de goalball nos Jogos Paralímpicos de Verão de 2024 foram disputadas entre 29 de agosto e 5 de setembro de 2024 na Paris Expo Porte de Versailles, em Paris, França. Foram cerca de 96 atletas, divididos em 16 times, sendo 8 equipes masculinas e 8 femininas.

## Qualificação
Os torneios masculino e feminino foram usados para qualificar dez equipes cada para os Jogos Paralímpicos de Verão de 2020. Em 19 de novembro de 2021, o Comitê Paraolímpico Internacional (IPC) anunciou que durante as Paraolimpíadas de Verão de 2024, todos os esportes coletivos teriam apenas 8 equipes participantes, tanto masculinas quanto femininas. Isso reduziu os jogos round-robin de dois eventos de 40 para 24 jogos.

### Masculino
| Qualificação                         | Data                      | Sede       | Vagas | Qualificados             |
| ------------------------------------ | ------------------------- | ---------- | ----- | ------------------------ |
| Anfitrião                            | 13 de setembro de 2017    | Lima       | 1     | França (FRA)             |
| Copa do Mundo da IBSA de 2022        | 5–17 de dezembro de 2022  | Matosinhos | 2     | Brasil (BRA) China (CHN) |
| Jogos Mundiais da IBSA de 2023       | 18–27 de agosto de 2023   | Birmingham | 1     | Japão (JPN)              |
| Campeonato Asiático/Pacífico de 2023 | 10–19 de novembro de 2023 | Hancheu    | 1     | Irã (IRI)                |
| Jogos Parapan-Americanos de 2023     | 17–23 de novembro de 2023 | Santiago   | 1     | Estados Unidos (USA)     |
| Campeonato Europeu de 2023           | 6–17 de dezembro de 2023  | Podgoritza | 1     | Ucrânia (UKR)            |
| Campeonato Africano de 2023          | 8–15 de dezembro de 2023  | Cairo      | 1     | Egito (EGY)              |
| Total                                |                           |            | 8     |                          |

### Feminino
| Qualificação                         | Data                      | Sede       | Vagas | Qualificados                      |
| ------------------------------------ | ------------------------- | ---------- | ----- | --------------------------------- |
| Anfitrião                            | 13 de setembro de 2017    | Lima       | 1     | França (FRA)                      |
| Copa do Mundo da IBSA de 2022        | 5–17 de dezembro de 2022  | Matosinhos | 2     | Coreia do Sul (KOR) Turquia (TUR) |
| Jogos Mundiais da IBSA de 2023       | 18–27 de agosto de 2023   | Birmingham | 2     | China (CHN) Brasil (BRA)          |
| Campeonato Asiático/Pacífico de 2023 | 10–19 de novembro de 2023 | Hancheu    | 1     | Japão (JPN)                       |
| Jogos Parapan-Americanos de 2023     | 17–23 de novembro de 2023 | Santiago   | 1     | Canadá (CAN)                      |
| Campeonato Europeu de 2023           | 6–17 de dezembro de 2023  | Podgoritza | 1     | Israel (ISR)                      |
| Total                                |                           |            | 8     |                                   |

## Medalhistas
| Evento               | Ouro | Prata | Bronze                                                                                                   |
| -------------------- | --- | --- | --- |
| Masculino (Detalhes) | Yuto Sano Naoki Hagiwara Yuji Taguchi Kazuya Kaneko Koji Miyajiki Haruki Torii JPN Japão                | Oleksandr Toporkov Vasyl Oliinyk Anton Strelchyk Fedir Sydorenko Yevheniy Tsyhanenko Rodion Zhyhalin UKR Ucrânia | Romário Marques Leomon Moreno Josemárcio Sousa Paulo Ferreira Emerson Ernesto Cláudio Botelho BRA Brasil |
| Feminino (Detalhes)  | Fatma Gül Güler Reyhan Yılmaz Sevda Altunoluk Şeydanur Kaplan Sevtap Altunoluk Berfin Altan TUR Turquia | Elham Mahmid-Ruzin Noa Malka Gal Hamrani Ori Mizrahi Roni Ohayon Lihi Ben-David ISR Israel                       | Zhang Xiling Cao Zhenhua Xu Miao Wang Chunyan Ke Peiying Wang Chunhua CHN China                          |

### Quadro de medalhas
País sede destacado
| Ordem | País        | Medalha de ouro | Medalha de prata | Medalha de bronze |   |
| ----- | ----------- | --------------- | ---------------- | ----------------- | - |
| 1     | JPN Japão   | 1               |                  |                   | 1 |
|       | TUR Turquia | 1               |                  |                   | 1 |
| 3     | ISR Israel  |                 | 1                |                   | 1 |
|       | UKR Ucrânia |                 | 1                |                   | 1 |
| 5     | BRA Brasil  |                 |                  | 1                 | 1 |
|       | CHN China   |                 |                  | 1                 | 1 |
| TOTAL | TOTAL       | 2               | 2                | 2                 | 6 |